# 질중고
질중 고(窒中古, ? ~ 기원전 114년)는 전한 중기의 제후로, 개국공신 질중동의 증손이다.

## 생애
원수 2년(기원전 121년), 아버지 질중부의 뒤를 이어 청후(淸侯)에 봉해졌다.
원정 3년(기원전 114년)에 죽으니 시호를 공이라 하였고, 작위는 아들 질중생이 이었다.

## 출전
- 사마천, 《사기》 권18 고조공신후자연표
- 반고, 《한서》 권16 고혜고후문공신표